# Macrodactylini
Tribu
Taxons de rang inférieur
- Ceraspina Burmeister, 1855
- Clavipalpina Lacordaire, 1856
- Dichelonychina Burmeister, 1855
- Dicraniina Burmeister, 1855
- Diphycerina Medvedev, 1952
- Isonychina Burmeister, 1855
- Liogenina Blanchard, 1851
- Macrodactylina Kirby, 1837

Synonymes
- Macrodactylidae Kirby, 1837
- Microcraniadae Burmeister[1], 1855
- Philochlénides Lacordaire, 1856

Les Macrodactylini sont une tribu d'insectes coléoptères de la famille des Scarabaeidae et de la sous-famille des Melolonthinae.

## Liste des genres
Agaocnemis - 
Alvarinus - 
Ampliodactylus - 
Ancistrosoma - 
Anomonyx - 
Ceraspis - 
Clavipalpus - 
Coenonycha - 
Compsodactylus - 
Dichelonyx - 
Extenuoptyophis - 
Gymnopyge - 
Insimuloissacaris - 
Isonychus - 
Issacaris - 
Macrodactylus - 
Modialis - 
Neuquenodactylus - 
Phytholaema - 
Plectris - 
Pristerophora - 
Pseudodicrania - 
Pseudopectinosoma - 
Ptyophis - 
Pusiodactylus